# Valsta, Nynäshamns kommun
Valsta är en ort i Sorunda socken i Nynäshamns kommun i Stockholms län. Valsta norra ligger direkt norr om Grödby. SCB har för bebyggelsen i norra delen av orten tidigare avgränsat en småort, namnsatt till Valsta norra. 2015 hade småorten vuxit samman med tätorten Grödby.